# Сампати
Сампати (санскр. सम्पाति, IAST: Sampāti) — легендарная птица, описанная в «Рамаяне» и других текстах индуизма. Сын Аруны и брат Джатаю.
Сампати, будучи ещё ребёнком, состязался с Джатаю, чтобы выяснить, кто из них сможет ближе подлететь к Солнцу. Джатаю не выдержав жара вернулся, а Сампати продолжал лететь до тех пор пока не опалил крылья и не рухнул на Землю. Проходивший мимо мудрец Чандрама сообщил ему о том, что его будущая миссия — рассказать армии ванаров о местонахождении Ситы. После того, как Сампати поведал ванарам о городе на острове Ланка и о томящейся там Сите, его крылья выросли заново.